# Zula Hula
Zula Hula es un corto de animación estadounidense de 1937, de la serie de Betty Boop. Fue producido por los estudios Fleischer y distribuido por Paramount Pictures. En él aparecen Betty Boop y Grampy.

## Argumento
Betty Boop y Grampy atraviesan en avión una terrible tormenta que hace que caigan en una isla. Allí, Grampy demuestra sus habilidades y conocimientos técnicos para salir adelante en el día a día. Cuando son descubiertos por un tribu de aborígenes, también deberá demostrar sus capacidades para poder sobrevivir.

## Producción
Zula Hula es la septuagésima primera entrega de la serie de Betty Boop y fue estrenada el 24 de diciembre de 1937.